# Carole Bissig
Carole Bissig (* 15. Juli 1996) ist eine ehemalige Schweizer Skirennfahrerin. Sie war auf die technischen Disziplinen Slalom und Riesenslalom spezialisiert. Ihr jüngerer Bruder Semyel ist ebenfalls als Skirennfahrer aktiv.

## Biografie
Carole Bissig stammt aus Wolfenschiessen im Kanton Nidwalden und startet für den SC Beckenried-Klewenalp. Das Skifahren erlernte sie im Alter von fünf Jahren bei ihren Grosseltern in Grafenort (Engelberg). 2017 brach sie eine Lehre als Metallbauschlosserin ab, um sich besser auf den Spitzensport fokussieren zu können. In ihrer Freizeit zeichnet sie Natur- und Landschaftsbilder.
Im Alter von 15 Jahren bestritt sie in Adelboden ihre ersten FIS-Rennen. Zwei Jahre später debütierte sie in der Heimat im Europacup, konnte in den folgenden Jahren aber nur vereinzelt Spitzenplätze erzielen. Einen ersten grösseren Erfolg konnte sie im Februar 2014 in Jaun verbuchen, als sie sich zur Schweizer Jugendmeisterin im Slalom kürte. Im März 2017 nahm sie in Åre an ihren einzigen Juniorenweltmeisterschaften teil. Sie ging in vier Disziplinen an den Start und belegte die Ränge 11, 13, 23 und 30 in Slalom, Kombination, Super-G und Riesenslalom. Die Saison 2016/17 schloss sie mit fünf FIS-Slalomsiegen ab, darunter einer auf ihrer Lieblingsstrecke Diavolezza. Nach Verbesserung im Europacup wurde sie erstmals in das B-Kader von Swiss-Ski aufgenommen.
Am 11. November 2017 gab Bissig im Slalom von Levi ihr Weltcup-Debüt. Im Januar 2018 gewann sie in ihrem vierten Slalom in Kranjska Gora die ersten Punkte und erreichte auch in Flachau und Lenzerheide Platzierungen unter den besten 30. Am Ende der Saison gewann sie bei den Schweizer Meisterschaften in Meiringen hinter Wendy Holdener die Silbermedaille in ihrer Paradedisziplin.
Ihr Bruder Semyel (* 1998) und ihre Schwester Chiara (* 2000) sind bzw. waren ebenfalls Skirennfahrer.
Infolge eines Bandscheibenvorfalls, den sie sich 2019 zugezogen hatte, aber nicht mehr an die vorherigen Ergebnisse anknüpfen konnte und den fehlenden Kaderstatus für die neue Saison mit sich brachte, gab Bissig im September 2022 ihren Rücktritt bekannt.

## Erfolge

### Weltcup
- 2 Platzierungen unter den besten 20

### Weltcupwertungen
| Saison  | Gesamt | Gesamt | Slalom | Slalom |
| Saison  | Platz  | Punkte | Platz  | Punkte |
| ------- | ------ | ------ | ------ | ------ |
| 2017/18 | 90.    | 35     | 34.    | 35     |
| 2018/19 | 96.    | 24     | 43.    | 24     |

### Juniorenweltmeisterschaften
- Åre 2017: 11. Slalom, 13. Kombination, 23. Super-G, 30. Riesenslalom

### Weitere Erfolge
- Schweizer Vizemeisterin im Slalom 2018
- Schweizer Jugendmeisterin im Slalom 2014
- 3 Podestplätze im Australia New Zealand Cup
- 10 Siege in FIS-Rennen